# Бозайгир
Бозайги́р (каз. Бозайғыр) — село у складі Шортандинського району Акмолинської області Казахстану. Адміністративний центр Бозайгирського сільського округу.
Населення — 2517 осіб (2021; 2526 у 2009, 2032 у 1999, 2320 у 1989).
Національний склад станом на 1989 рік:
- росіяни — 39 %;
- казахи — 21 %;
- німці — 20 %.

До 2007 року село називалося Єлизаветинка.